# Alphonse Stiénon du Pré
Alphonse Marie Pierre Joseph Stiénon du Pré (Thieusies, 1 augustus 1853 - Doornik, 26 juli 1918) was een Belgisch politicus voor de Katholieke Partij.

## Levensloop
Alphonse Stiénon was een zoon van senator Jules Stiénon du Pré en van Julie de la Roche. Hij trouwde met Marie-Philippine van Elewyck (1850-1929), dochter van ridder Xavier van Elewyck en ze hadden vijf kinderen.
Hij was beroepshalve bestuurder van vennootschappen. In 1895 werd hij gemeenteraadslid van Doornik, waar hij van 1908 tot 1918 burgemeester van was.
Hij was katholiek volksvertegenwoordiger voor het arrondissement Doornik van 1898 tot 1900. In 1900 werd hij verkozen tot senator voor het arrondissement Doornik en vervulde dit mandaat tot in 1918.
In 1896 kreeg hij de titel van pauselijk graaf en in 1908 kreeg hij de Belgische titel van baron, overdraagbaar bij eerstgeboorte.